# Ганф Юлій Абрамович
Юлій (Йосип) Абрамович Ганф (нар. 20 липня 1898, Полтава — пом. 21 травня 1973, Москва) — радянський графік, карикатурист, ілюстратор; член Спілки художників СРСР, автор літературно-критичних статей.

## Життєпис
Народився 8 [20] липня 1898 року в місті Полтаві (тепер Україна). Навчався на юридичному факультеті Харківського університету. У 1917—1919 роках займався живописом і скульптурою у студії Е. А. Штейнберга в Харкові. У ці роки виконав сатиричне панно в артистичному кафе поетів, яке привернуло увагу художників «Окон сатиры», які, переконали Ганфа зайнятися карикатурою.
З 1919 року працював в «Окнах сатиры УкРОСТА», газеті «Комуніст», журналі «Червоний перець». У 1922—1923 роках навчався в Москві у ВХУТЕМАСі під керівництвом Ігнатія Нівінського і Миколи Шевердяєва. У 1923—1924 роках працював в журналах «Червоний перець», «Заноза», «Крокодил», з 1927 року в газеті «Правда», де почав працювати над реалістичним малюнком. У другій половині 1920-х — початку 1930-х років працював над політичними і агітаційними плакатами, його листи відрізнялися строгістю колориту і вивіренною композицією, часто поєднуєднував цілком реалістичний малюнок з елементами фотомонтажу і карикатурою («Заем второй пятилетки» 1930 року, «Успехи социалистического строительства» 1930 року, «Спасти капитал не помогут ни встречи, ни конференции разных Лозанн» 1932). У 1932 році у співавторстві із художником Костянтином Ротовим виконав плакат «Капіталізм шукає виходу з кризи в підготовці нової війни проти СРСР». У 1930-х роках очолював гурток робітників-карикатуристів при редакції «Крокодил».
У 1938 році для виставки «XX лет РККА» виконав сатиричну мальовничу картину маслом «Наочний урок історії». У роки німецько-радянської війни був створений армійський орган друку «Фронтова ілюстрація». Ганф був в ньому не тільки автором малюнків, а й членом редакційної колегії. Він робив малюнки для «Окон ТАСС», листівки. Виконав плакат «Вступайте в доноры» (1941, із Ф. Л. Мулляром), карикатури «Швидкий поїзд Україна-Берлін» (1943), «Наближається час» (1943), співпрацював з журналом «Фронтовий гумор». Після війни працював в газеті «Правда», журналі «Крокодил». З середини війни до 1947 року обіймав посаду художнього редактора цього журналу.
Помер у Москві у 21 травня 1973 року.

## Творчість
Основні карикатури: серія «О товарище Невпопадове и надежной руке» (1953), станкові карикатури «Коричневая чума», «Белорусские ночи» (папір, акварель), ілюстрації до роману Ч. Діккенса «Жизнь и приключения Мартина Чезлвита» (перо, туш), «Кокаин» (1924), «Прожектор» (1924), «Хулиганы» (1924), «Встреча 1 Мая» (1925), «Силы небесные. Чемберлен» (1927), «Наши за границей» (1928), «В третьей империи» (1939), «Тень Сталинграда лежит на их лицах» (1943). 
Роботи художника знаходяться в Державній Третьяковській галереї, Державному музеї образотворчих мистецтв імені О. С. Пушкіна, деяких приватних зібраннях.

## Відзнаки
- Народний художник РРФСР
- Заслужений діяч мистецтв РРФСР